# Shōgo Tomiyama
Pour les articles homonymes, voir Tomiyama.
Shōgo Tomiyama (富山省吾, Tomiyama Shōgo), né le 27 février 1952, est un producteur de cinéma japonais. 

## Biographie
Shōgo Tomiyama fait ses études à l'université Waseda. Dans les années 1990 et 2000, il produit les films de Godzilla de la Tōhō.

## Filmographie
- 1985 : Lost Chapter of Snow: Passion (雪の断章 情熱, Yuki no dansho: Jonetsu?) de Shinji Sōmai
- 1986 : Koisuru onnatachi (恋する女たち?) de Kazuki Ōmori
- 1987 : Totto Channel (トットチャンネル, Totto channeru?) de Kazuki Ōmori
- 1987 : Gorufu yoakemae (ゴルフ夜明け前?) de Shūe Matsubayashi
- 1989 : Godzilla vs Biollante (ゴジラvsビオランテ, Gojira tai Biorante?) de Kazuki Ōmori
- 1991 : Chō shōjo Reiko (超少女REIKO?) de Takao Okawara
- 1991 : Godzilla vs King Ghidorah (ゴジラvsキングギドラ, Gojira tai Kingu Gidora?) de Kazuki Ōmori
- 1992 : Godzilla vs Mothra (ゴジラvsモスラ, Gojira tai Mosura?) de Takao Okawara
- 1993 : Godzilla vs Mechagodzilla 2 (ゴジラvsメカゴジラ, Gojira tai Mekagojira?) de Takao Okawara
- 1994 : Yamato Takeru (ヤマトタケル?) de Takao Okawara
- 1994 : Godzilla vs Space Godzilla (ゴジラvsスペースゴジラ, Gojira tai SupēsuGojira?) de Kenshō Yamashita
- 1995 : Godzilla vs Destroyah (ゴジラVSデストロイア, Gojira tai Desutoroia?) de Takao Okawara
- 1996 : Rebirth of Mothra (モスラ, Mosura?) de Okihiro Yoneda (Producteur exécutif)
- 1997 : Yukai (誘拐?) de Takao Okawara
- 1997 : Rebirth of Mothra 2 (モスラ2 海底の大決戦, Mosura tsū kaitei no daikessen?) de Kunio Miyoshi (Producteur exécutif)
- 1998 : Rebirth of Mothra 3 (モスラ3 キングギドラ来襲, Mosura surī Kingu Gidora raishū?) de Okihiro Yoneda (Producteur exécutif)
- 1999 : Godzilla 2000 (ゴジラ2000 ミレニアム, Gojira nisen: Mireniamu?) de Takao Okawara (Producteur exécutif)
- 2000 : Godzilla X Megaguirus (ゴジラ × メガギラス G消滅作戦, Gojira tai Megagirasu: Jī shōmetsu sakusen?) de Masaaki Tezuka (Producteur exécutif)
- 2001 : Godzilla, Mothra and King Ghidorah: Giant Monsters All-Out Attack (ゴジラ・モスラ・キングギドラ 大怪獣総攻撃, Gojira, Mosura, Kingu Gidora: Daikaijū sōkōgeki?) de Shūsuke Kaneko (Producteur exécutif)
- 2002 : Godzilla X Mechagodzilla (ゴジラ×メカゴジラ, Gojira x Mekagojira?) de Masaaki Tezuka (Producteur exécutif)
- 2003 : Godzilla, Mothra, Mechagodzilla: Tokyo S.O.S. (ゴジラ×モスラ×メカゴジラ 東京SOS, Gojira Mosura MekaGojira Tōkyō Esu Ō Esu?) de Masaaki Tezuka (Producteur exécutif)
- 2004 : Godzilla: Final Wars (ゴジラ ファイナルウォーズ, Gojira: Fainaru wōzu?) de Ryūhei Kitamura (Producteur exécutif)